# ギャリー・ベットマン
ギャリー・ブルース・ベットマン（Gary Bruce Bettman、1952年6月2日 - ）は、アメリカ合衆国の弁護士。初代ナショナルホッケーリーグ（NHL）コミッショナー。

## 来歴
ベットマンはニューヨークのクイーンズ区出身。コーネル大学卒業、1977年にニューヨーク大学・ロー・スクールを卒業。
1981年にNBAの事務局に入るも1983年にサラリーキャップを理由に退職した。
1993年2月1日、ベットマンはNHL初代コミッショナーに就任。
チーム数の拡大やカンファレンスの再編、3度のロックアウトの経験などさまざまなところで影響を受けた。